# تين أونغ مو
تين أونغ مو (بالبورمية: တင်အောင်မိုး) هو لاعب كرة قدم ميانماري في مركز الوسط، ولد في 12 يونيو 1949 في ميانمار.

## وصلات خارجية
- تين أونغ مو على موقع الاتحاد الدولي (مؤرشف)  (الإنجليزية)
- تين أونغ مو على موقع أوليمبيديا (الإنجليزية)